# Arctosa liujiapingensis
Arctosa liujiapingensis är en spindelart som beskrevs av Yin et al. 1997. Arctosa liujiapingensis ingår i släktet Arctosa och familjen vargspindlar. Inga underarter finns listade i Catalogue of Life.